# On the Trail
On the Trail è un album discografico di Al Caiola, pubblicato dalla casa discografica United Artists Records nell'agosto del 1964.

## Tracce

### LP
Lato A
1. On the Trail (From "Grand Canyon Suite") – 2:13 (Harold Adamson, Ferdinand Gross)
2. Wheels West – 2:05 (Al Caiola, M. A. Romanis)
3. Tumbling Tumbleweeds – 2:40 (Bob Nolan)
4. I'm an Old Cow Hand from the Rio Grande – 2:08 (Johnny Mercer)
5. Twilight on the Trail – 2:30 (Sidney D. Mitchell, Louis Alter)
6. Ghost Riders in the Sky – 2:10 (Stan Jones)

Lato B
1. The Big Country – 2:24 (Jerome Moross, Morty Neff, Jack Lewis)
2. Shenandoah – 2:40 (Tradizionale, adattamento di Al Caiola)
3. Carry Me Back to the Lone Prairie – 2:08 (Carson Robinson)
4. The Last Round Up – 2:42 (Billy Hill)
5. Along the Sante Fe Trail – 2:41 (Al Dubin, Edwina Coolridge, Wilhelm Grosz)
6. Wagon Wheels – 1:55 (Peter DeRose, Billy Hill)

## Musicisti
- Al Caiola - chitarra (chitarra epiphone e chitarra amplificata)
- Altri musicisti non accreditati

Note aggiuntive
- Leroy Holmes - produttore (eccetto brano: The Big Country)
- Jack Gold - produttore (brano: The Big Country)
- Al Caiola - arrangiamenti (eccetto brano: The Big Country)
- Don Costa - arrangiamento (brano: The Big Country)[2]